# Time After Time (film)
Time After Time (Time Freak) è un film del 2018 diretto da Andrew Bowler.

## Trama
Stillman, genio della fisica, viene lasciato dalla sua ragazza, Debbie. Depresso e sconfortato, Stillman, sfruttando le proprie conoscenze nel settore, riesce a costruire una macchina del tempo in modo da poter viaggiare nel passato e sistemare tutte le cose negative o sbagliate avute nel corso della relazione con la sua ex-ragazza. Prima di partire, Stillman invita il suo migliore amico Evan, convincendo quest’ultimo a prendere parte al viaggio; inoltre, Stillman è riuscito a creare una “cartella” contenente ogni suo ricordo con Debbie in formato digitale, decidendo, così, di rivivere il primo giorno in cui i due si sono conosciuti, precisamente nel pub in cui la ragazza lavorava come barista. Qui Stillman riesce a rompere il ghiaccio e a farsi avanti, scambiando qualche parola con Debbie, che sembra subito presa da quest’ultimo; inoltre si scopre che la ragazza sogna di diventare una musicista. Stillman, comunque, rimane un po’ deluso quando si avvicina un certo Ryan alla ragazza, pensando che sia il suo ragazzo, e si allontana. Nel parcheggio del pub, però, Evan investe per sbaglio l’amico ed è la stessa Debbie ad accorrere sul posto per aiutare Stillman. Terminato il ricordo prende il via il vero viaggio nel tempo, con l’obbiettivo di sistemare la sua relazione con Debbie riuscendo definitivamente a cancellare il messaggio che ha ricevuto per telefono da lei che cita: “Dobbiamo parlare”.
La prima situazione da sistemare si verifica quando Stillman fa guardare a Debbie, Evan, Ryan (l’amico di Debbie che si scopre poi essere omosessuale) ed un’altra amica della ragazza uno dei suoi film preferiti, ma che loro non hanno gradito, deridendolo. Stillman originariamente si era difeso dalle accuse subite con una frase fuori luogo, sconcertando Debbie. Ora invece, dopo svariati tentativi, si fa perdonare per la visione di quel “terribile” film offrendo al gruppo delle pizze, facendo bella figura agli occhi di Debbie. Nonostante la buona riuscita, il messaggio “Dobbiamo parlare” non è ancora sparito. Stillman, inoltre, approfitta della macchina del tempo per rivivere più volte il momento del primo bacio con Debbie.
Un’altra situazione da migliorare avviene quando Stillman si arrabbia leggermente con Debbie in quanto lei non ha risposto come desiderato al fatidico “Ti amo” detto da lui. Al suo “secondo tentativo”, Stillman non se la cava granché, ripetendo ad alta voce davanti a Debbie che in ogni caso quel momento l’avrebbero rivissuto e sistemato con un viaggio nel tempo; tuttavia, il telecomando non funziona e il ragazzo non può momentaneamente teletrasportarsi. Nonostante ciò irrompe Evan che offre ad entrambi un po’ di erba; sotto l’effetto della cannabis, comunque, Stillman se la cava con Debbie, riuscendo a comunicare. Il telecomando torna a funzionare, ma il giovane decide di non viaggiare nel tempo, tenendo buono quel momento. Nel mentre, Stillman aiuta il suo amico Evan a battere il suo rivale ad una partita ufficiale di ultimate (frisbee) continuando a viaggiare indietro nel tempo in modo da anticipare le mosse degli avversari; infine Evan, con tanto di trofeo, si presenta ad una ragazza, ma la chiacchierata prende una piega abbastanza inquietante e chiede all’amico di tornare indietro per ripeterla; quest’ultimo, però, glielo nega spiegandogli che il telecomando si è bloccato di nuovo.
La sera stessa il telecomando torna a funzionare, ma solo per viaggi in avanti (quindi non si può più tornare indietro nel tempo). Stillman, quindi, va dritto al weekend della festa in campeggio organizzata dagli amici di Ryan; qui la coppia si era resa protagonista di una brutta litigata dovuta al fatto che a Stillman non sono andati giù dei comportamenti che Debbie ha tenuto con altri ragazzi. Stillman questa volta, però, ha una sola possibilità per migliorare quella serata, rendendosi molto più partecipe e sciolto, gettandosi pure in un lago quasi ghiacciato. Al mattino seguente Stillman scopre che il messaggio “Dobbiamo parlare” che Debbie gli aveva inviato prima di lasciarsi è scomparso. Nel mentre, Evan si ritrova senza saperlo in un appartamento vuoto con la ragazza che ha “conosciuto” dopo la partita di frisbee vinta, ma sul più bello, Stillman manda avanti il tempo nel presente, teletrasportando di conseguenza anche l’amico.
Tornati al presente, i due realizzano che la macchina del tempo non c’è più in quanto mai esistita dal momento che Stillman è come se non si fosse mai lasciato. La sera stessa, Stillman e Debbie escono a cena per il compleanno del ragazzo, ma ella arriva al ristorante con più di un’ora di ritardo, scatenando la rabbia di Stillman che si vede costretto a festeggiare in una tavola calda completamente vuota e poco accogliente. Una volta a casa, Stillman si scusa con la ragazza per la reazione avuta, ma qui Debbie gli manda un altro messaggio simile al precedente “Dobbiamo parlare”.
Sono passati due anni; Stillman e Debbie sono sposati e vivono in una grande villa. Una sera i due ospitano a cena Evan, la sua fidanzata (la ragazza dell’appartamento del passato), Ryan ed il suo fidanzato. Quando Debbie, sbadata come sempre, lascia nel forno una pietanza per un’ora (al posto che 15 minuti), bruciandola, Stillman si arrabbia, ma si dirige immediatamente al piano inferiore della casa, dove, dietro una parete scorrevole, tiene nascosta una nuova macchina del tempo. La vita della coppia sembra una delle migliori, ma è la noia a regnare sovrastata, dovuto anche al fatto che alla minima cosa negativa (o comunque opinione contrastante) Stillman torna indietro nel tempo, evitando il tutto. La stessa Debbie sembra molto delusa e monotona: il suo sogno di diventare una musicista famosa sembra essersi spento definitivamente. Stillman confida ad Evan dell’uso smisurato della macchina e quest’ultimo gli consiglia di distruggerla. Una mattina, dopo che Debbie ha affermato a suo marito di voler avere un figlio in modo da aumentare l’adrenalina di coppia, Stillman decide di sbarazzarsi della sua invenzione, ma viene fermato da Evan, che ammette di averne fatto uso anche lui di nascosto per avere successo nel suo lavoro (il consulente spirituale). Venuta a conoscenza di tutto anche Debbie, Stillman decide di rinunciare alla sua vita appena creata tornando indietro nel tempo, a prima che i due si conoscessero con quel goffo incidente in macchina; poco prima di teletrasportarsi, però, Evan si aggrega al suo amico nel tentativo disperato di investirlo nuovamente per ricominciare tutto.
Subito dopo la corsa per evitare di essere investito dall’amico, Stillman si imbatte in Debbie che le vuole restituire il suo quadernino degli appunti di fisica che aveva lasciato nel bar; qui il ragazzo bacia Debbie senza dirle nulla, andandosene subito dopo. Immediatamente, però, la Debbie “del futuro” sposata col ragazzo si teletrasporta in quel momento in modo da chiarirsi con Stillman. Nonostante la litigata (che comunque Debbie desiderava farne una col ragazzo visto che egli le evitava tutte cambiando la realtà), i due si baciano nuovamente, tornando ad essere una coppia felice.

## Produzione
Le riprese sono avvenute nello Utah.

## Promozione
Il trailer ufficiale del film è stato pubblicato il 10 ottobre 2018.

## Distribuzione
Il film è uscito nelle sale cinematografiche statunitensi il 9 novembre 2018. In Italia la pellicola è stata distribuita l'8 gennaio 2019 tramite DVD e Blu ray.
Da giugno 2020 il film è disponibile sulla piattaforma di streaming online Netflix

## Accoglienza

### Incassi
Vista la scarsa distribuzione nei cinema, il film ha incassato 467,693 dollari. La nazione che ha portato maggior profitto nelle case dei produttori è stata la Corea del Sud con l'equivalente di 182,277 dollari.